# Posnania (centrum handlowe)
Posnania – centrum handlowe w Poznaniu otwarte w 2016 roku. Posiadając powierzchnię 100 tys. m², jest to największe centrum handlowe w Wielkopolsce. Właścicielem jest firma Apsys (2017).
Posnania znajduje się pomiędzy ul. Kórnicką, ul. Krzywoustego i ul. Pleszewską. Jest to obszar Łaciny, wchodzący w skład osiedla administracyjnego Rataje. Centrum otwarto w środę 19 października 2016. W Posnanii znajduje się 220 butików, 40 kawiarni i restauracji oraz 40 sklepów średnio i wielkopowierzchniowych. Znajdują się tam też sale kinowe Helios.

## Galeria zdjęć

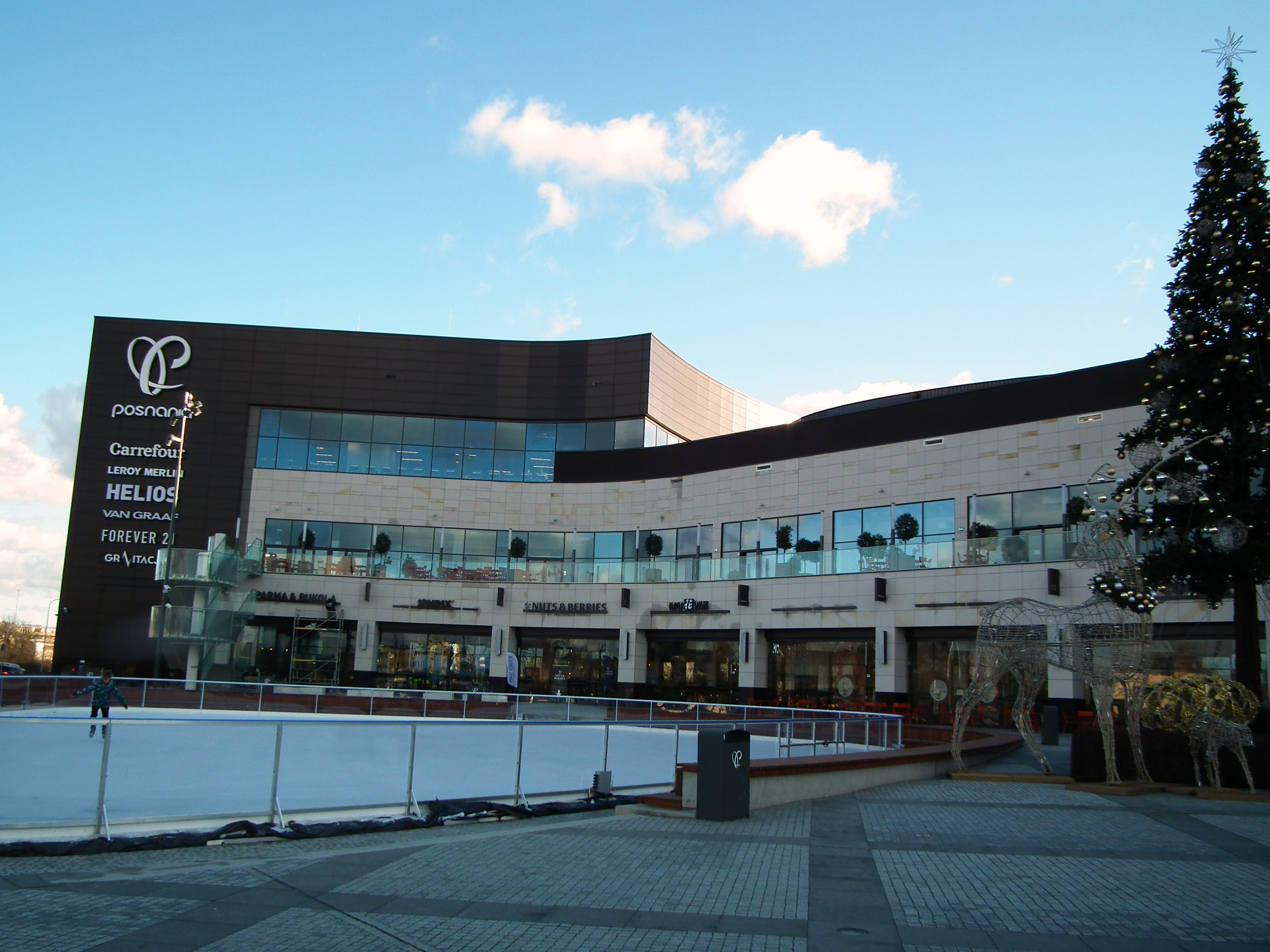
Lodowisko przed Posnanią (12 grudnia 2016)
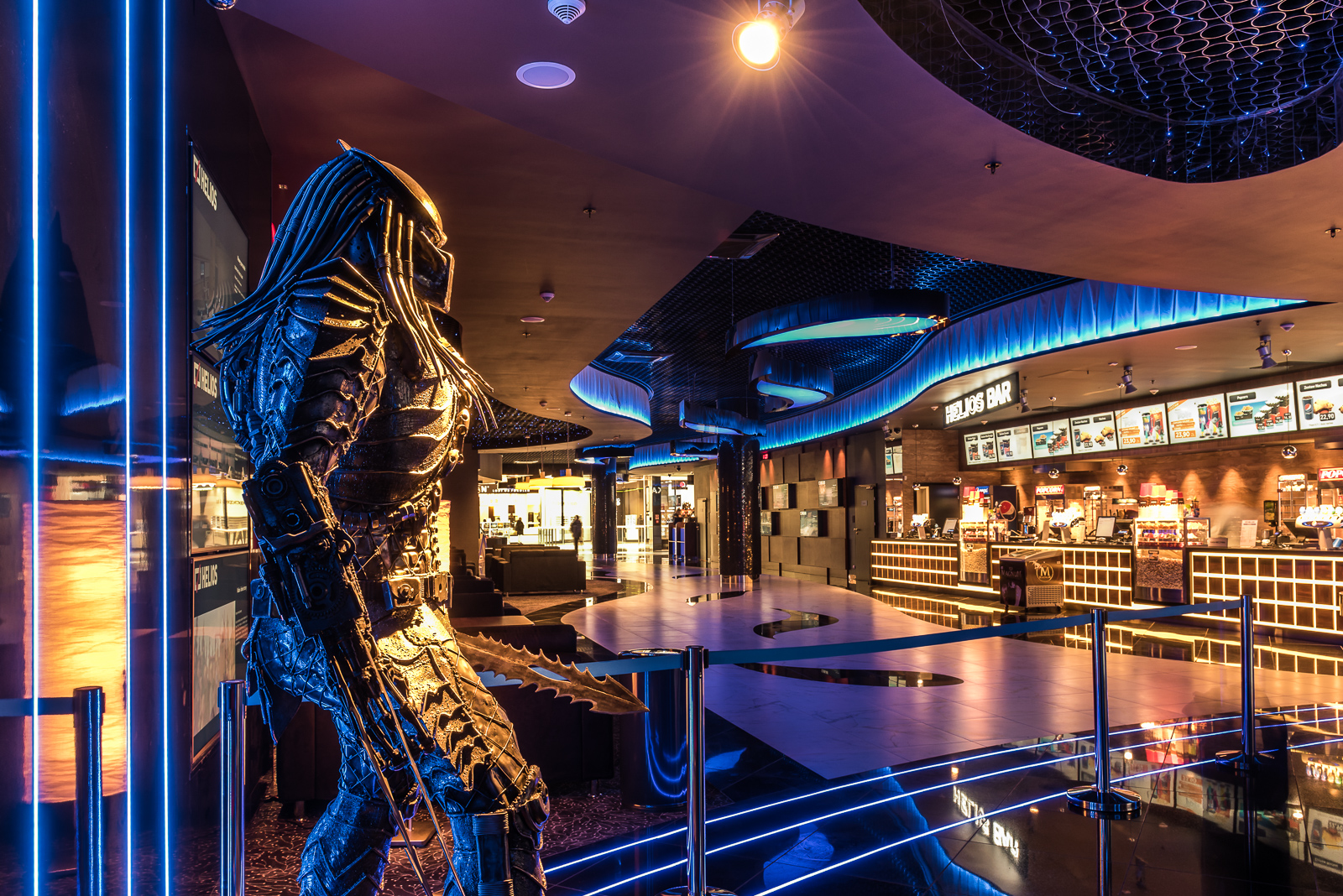
Kino Helios Posnania i rzeźba Predatora (14 listopada 2016)
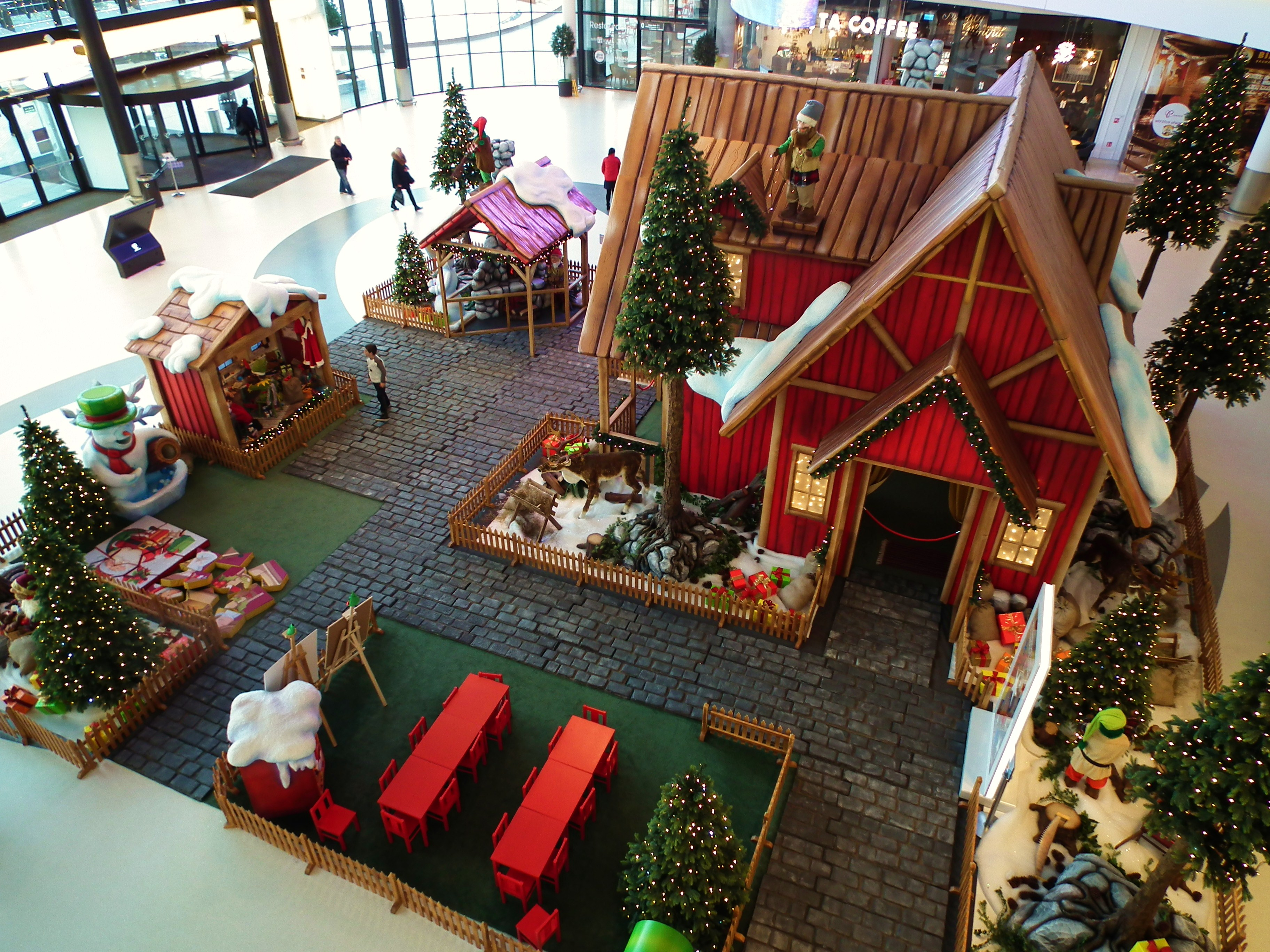
Galeria Posnania (12 grudnia 2016)
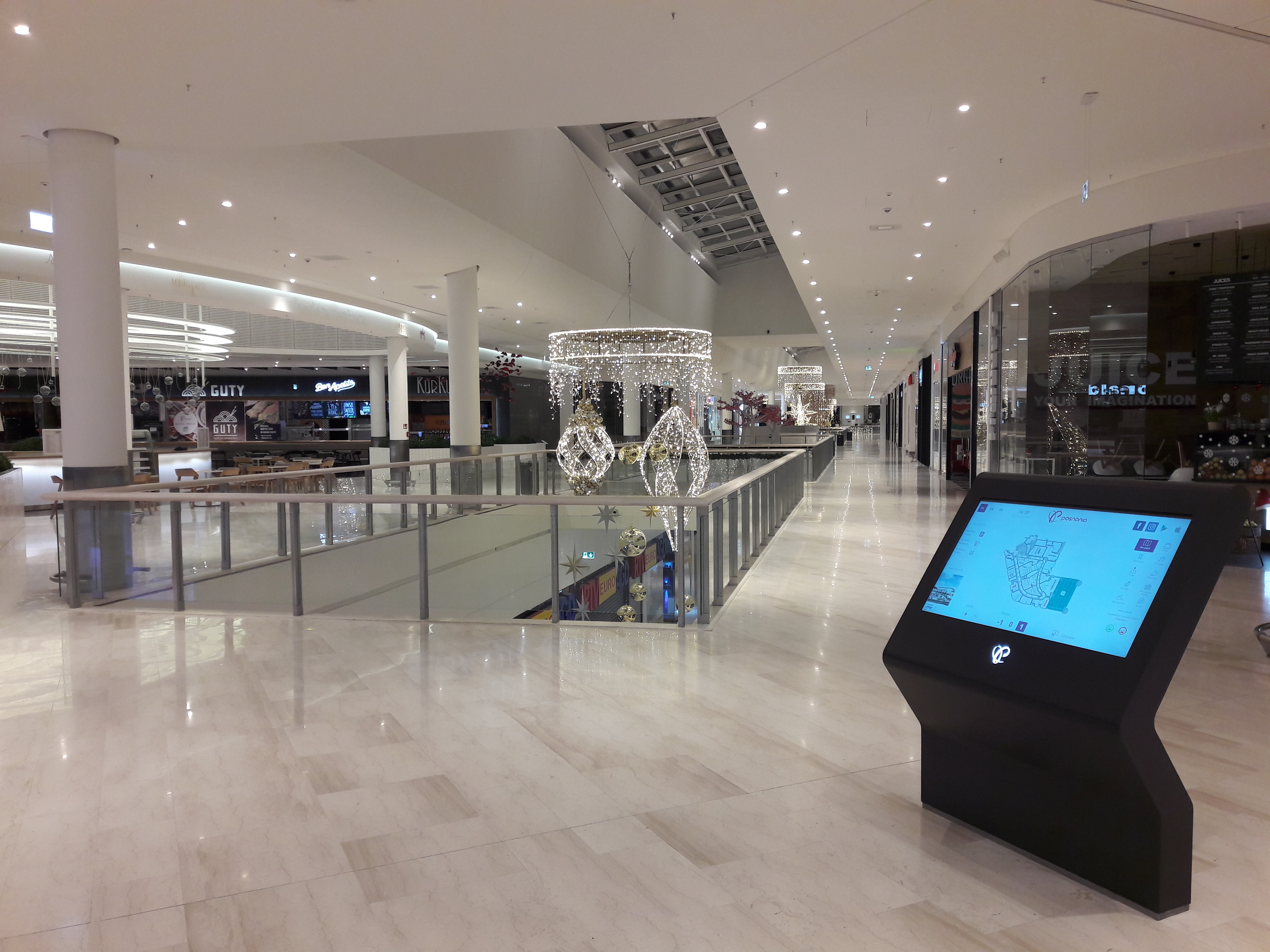
Wnętrze Galerii Posnania (26 grudnia 2016)
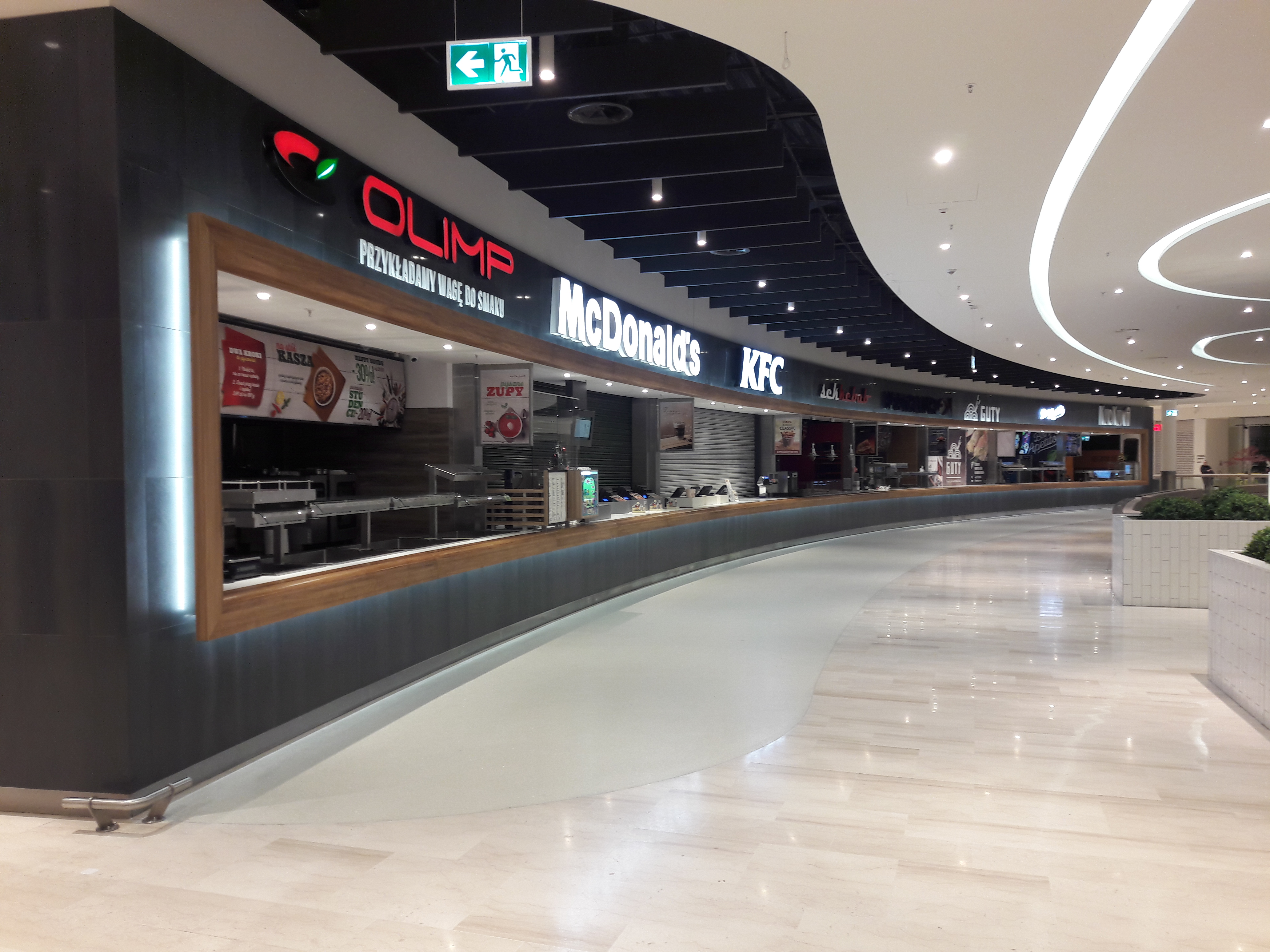
Galeria Posnania, lokale gastronomiczne (26 grudnia 2016)
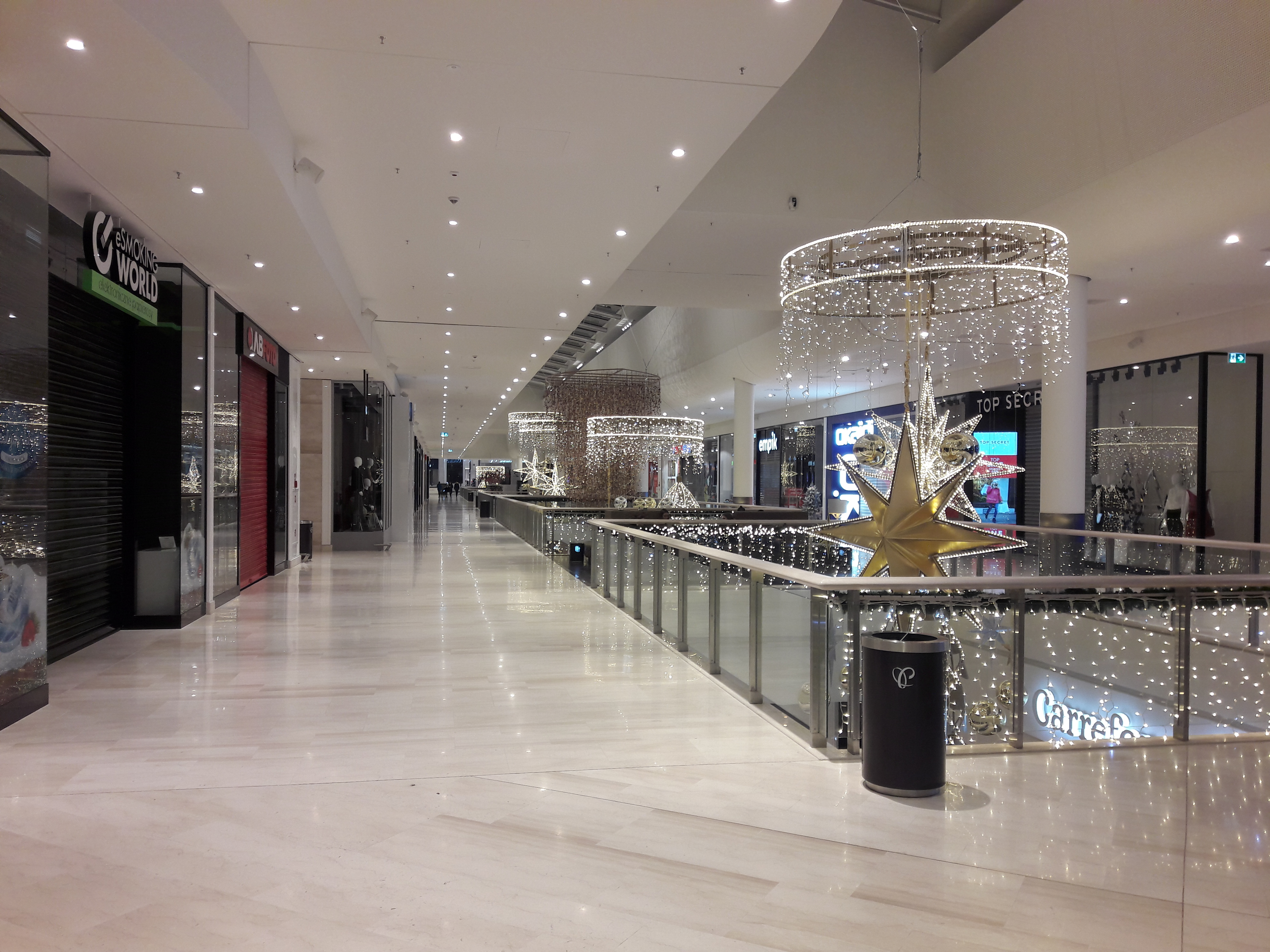
Galeria Posnania (26 grudnia 2016)
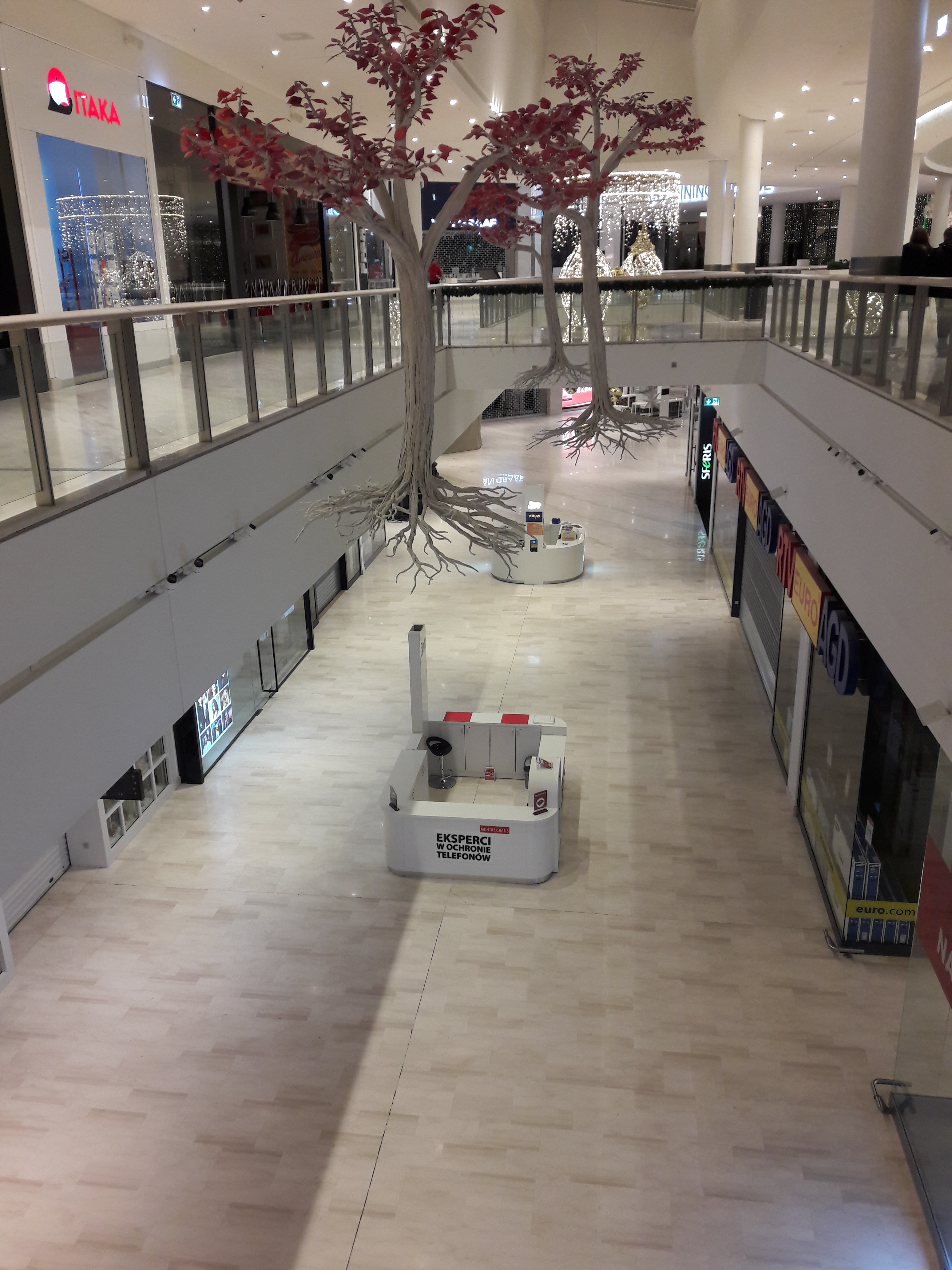
Wnętrze Galerii Posnania (26 grudnia 2016)
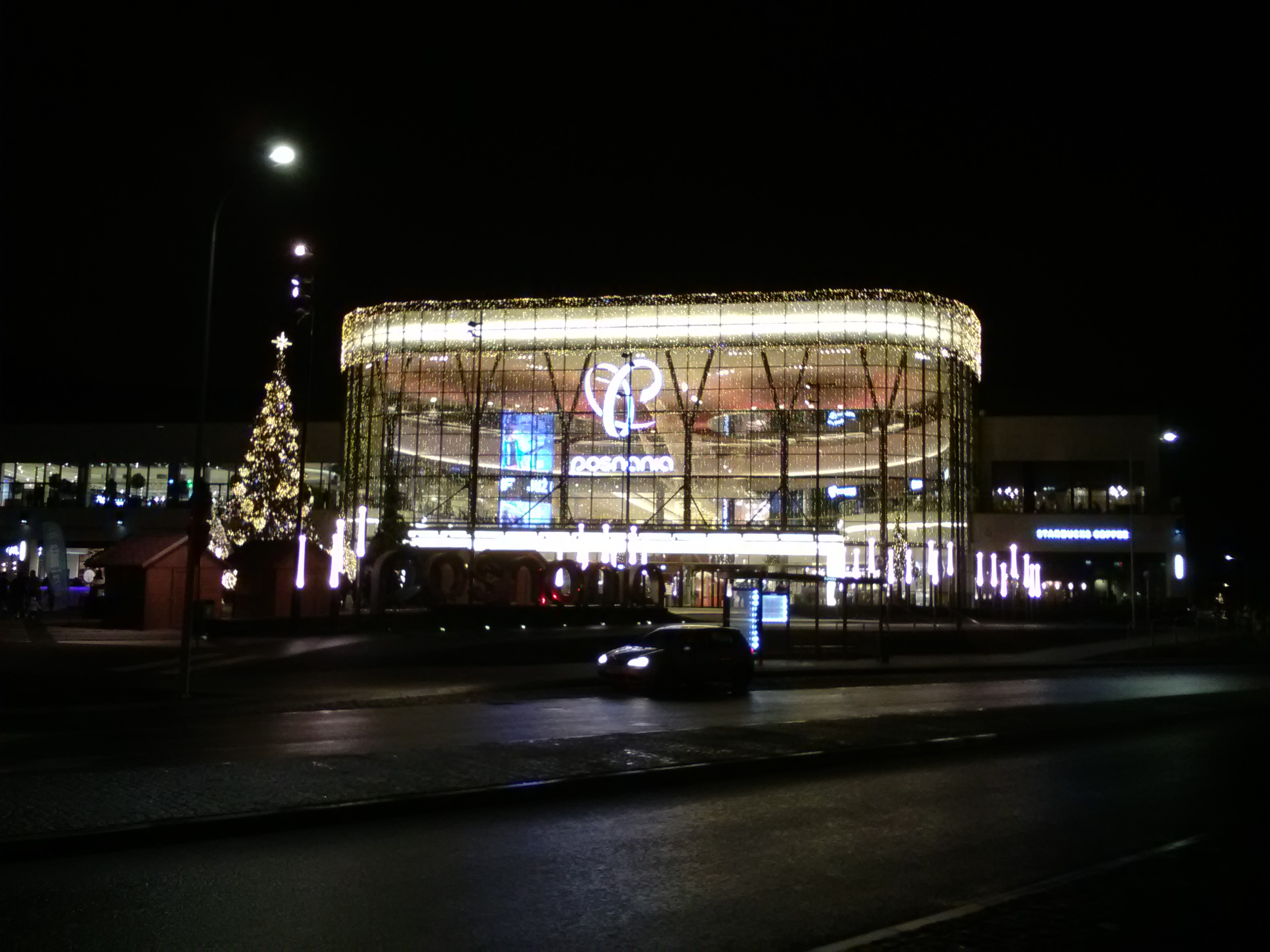
Galeria Posnania w nocnej iluminacji (10 grudnia 2016)
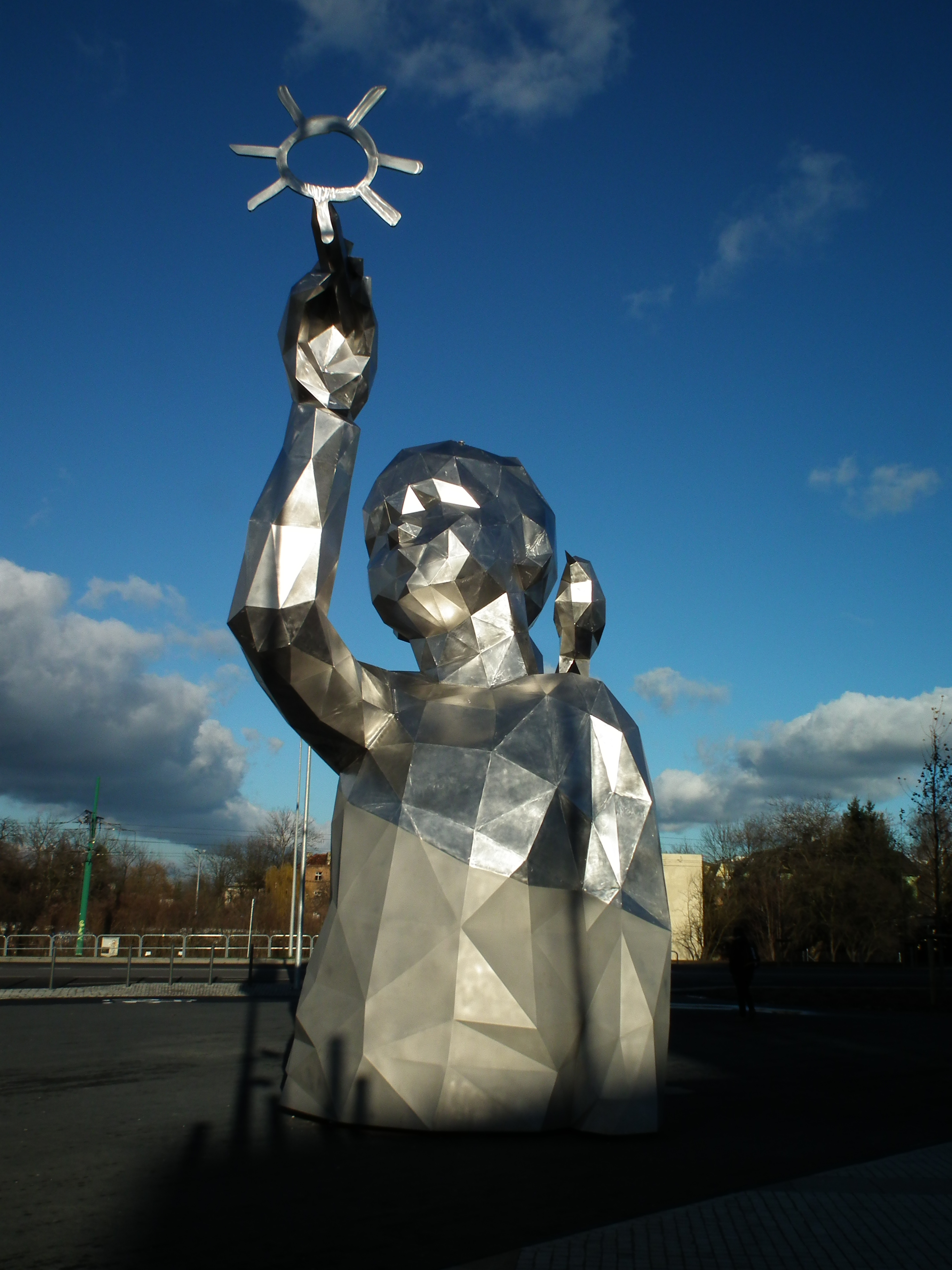
Rzeźba dziewczynki rysującej słońce przed Posnanią (12 grudnia 2016)
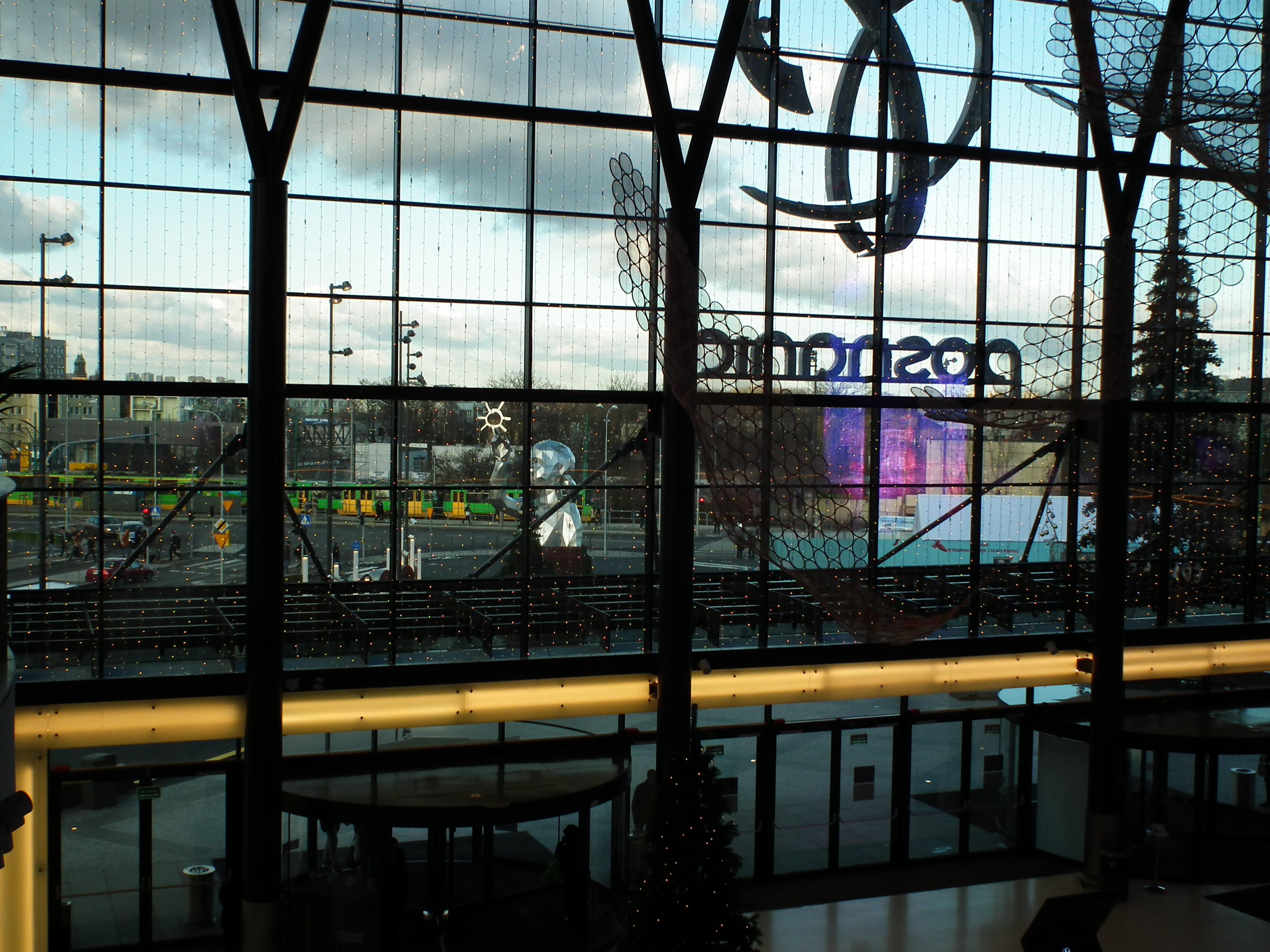
Jedno z wyjść z Galerii Posnania (12 grudnia 2016)